# Apukkajärvi
Apukkajärvi är en sjö i Finland. Den ligger i kommunen Rovaniemi i landskapet Lappland, i den norra delen av landet, 700 km norr om huvudstaden Helsingfors. Apukkajärvi ligger 102,1 meter över havet. Den ligger vid sjön Olkkajärvi. Den är 1,4 meter djup. Arean är 49,7 hektar och strandlinjen är 5,67 kilometer lång. Sjön  ingår i Kemi älvs huvudavrinningsområde. 